# داء باجيت خارج الثدي
داء باجيت خارج الثدي (بالإنجليزية: Extramammary Paget's disease)‏ هي حالة نادرة من الأورام الخبيثة التي تتميز بمعدل نمو بطيء، وهي تنشأ عادة داخل الأنسجة الطلائية، وهي تتسبب في 6.5% من جميع حالات داء باجيت. وتتشابه أعراض هذا المرض مع سمات داء باجيت في الثدي (MPD). ولكن على خلاف أورام الـMDP التي تنشأ بداخل القنوات اللبنية الكبيرة ومن ثم تتوسع في الانتشار حتى تصل إلى طبقات الجلد، فإن داء الـEMPD ينبع من الغدد الغنية بالإفرازات العرقية المتواجدة خارج الغدد الثديية. وقد لوحظ أن نسبة الإصابة بهذا المرض تتزايد سنويًا بمعدل 3.2%، وهو يستهدف الأنسجة التي تتحكم بالهرمونات مثل الفرج والصفن. حيث تظهر 81.3% من حالات المرض في الفرج عند النساء، بينما تظهر 43.2% من حالات المرض داخل الصفن عند الرجال.
ويمكن تصنيف هذا المرض إلى فئتين: مرض أولي ومرض ثانوي، وذلك يعتمد على وجود الأورام الخبيثة المصاحبة له من عدمها. وتشمل أعراض المرض الاعتيادية: قشور جلدية، احمرار الجلد، إكزيما، آفات جلدية تصاحبها حكة. وبالإضافة إلى ذلك فإن 10% من المرضى لا تظهر عليهم أي أعراض على الإطلاق. ونتيجة لذلك يتسم هذا المرض بنسبة عالية من إساءة التشخيص والتشخيص المتأخر. وتتوفر عدة طرق علاج مختلفة، لكن معظمها غير ناجح. ولكن إذا تمكنا من اكتشاف المرض وهممنا بعلاجه باكرًا، فسوف تزداد احتمالية الاستشفاء.

## التصنيف
ينشأ داء بجايت اللاثديي الأولي بداخل طبقات الجلد، وتحديدًا بداخل طبقة البشرة أو بداخل الغدد العرقية السفلية. ورغم أنه يقتصر على الأنسجة الطلائية، إلا أنه من الممكن أن ينتشر إلى أجزاء أخرى من الجسم ويتطور وضعه إلى ورم اجتياحي، حيث تهاجر الخلايا السرطانية إلى العقد الليمفاوية القريبة والأعضاء البعيدة. ولا يرتبط هذا النوع من المرض بوجود سرطانة غدية.
أما المرض الثانوي فهو ينشأ نتيجة لسرطانة غدية تنتشر حتى تصل إلى القشرة الجلدية. ويتشابه المرض الأولي مع المرض الثانوي في احتمالية هجرة الخلايا السرطانية من طبقة الجلد السفلية إلى الغدد الليمفاوية.

## الأعراض
تظهر على المرضى أعراض مشابهة لأعراض داء باجيت في الثدي، ومنها: إحساس بحكة شديدة، طفح جلدي، تكوّن صفائح جلدية، إحساس بالحرقة، ألم عند اللمس. ومن الشائع الخلط بينها وبين التهابات الجلد والإكزيما. وجدير بالذكر أن 10% من المرضى لا يظهر عليهم أي أعراض مما يتسبب في تأخر التشخيص. وفي بعض الحالات النادرة قد نلاحظ وجود نزيف.

### أمراض الفرج
يصاب كلا الجنسين بداء باجيت الفرجي، وهو يظهر على صورة آفات إكزيمية حُمامية. وتتسبب تلك الآفات بالحكة مع وجود آلام موضعية في المناطق المتضررة في بعض الأحيان. وفي معظم الحالات تظهر الآفات بصورة منفصلة عن بقية الجلد السليم، وفي أحيان أخرى قد نلاحظ تكوّن قشور جلدية بيضاء في مناطق متفرقة من الجلد، مما يضفي مظهرًا أشبه بخليط من القشدة والفراولة.
وقد يشمل المرض أجزاءً متفرقة مثل المنطقة المحيطة بالشرج والجيوب التناسلية الفخذية وجيوب المغبن. ومن المفترض على الفحوص السريرية أن تحدد وجود آفات محيطة بالشرج أو بالإحليل. وفي تلك الحالات قد تحتك الأورام السرطانية غير الجلدية بطبقات الجلد.

## الفيزيولوجيا المرضية
ينشأ داء باجيت اللاثديي نتيجة لاجتياح خلايا باجيت قشرة الجلد. ولكن سبب حدوث المرض لا يزال موضع جدل. وتشير الأبحاث الحديثة إلى ارتباط المرض بخلايا توكر.

### أمراض الفرج
وهي تنشأ من داخل الأعضاء الموضعية مثل غدة بارتولين والإحليل والمستقيم. وتزداد احتمالية الإصابة عند النساء اللاتي تخطين سن اليأس.

### هجرة الخلايا السرطانية
هجرة خلايا باجيت من قشرة الجلد إلى المناطق البعيدة هي عملية تتألف من عدة خطوات كما يلي:
1. اجتياح العقد الليمفاوية والنظام الوريدي.[9]
2. الانتقال من العقد الليمفاوية والنظام الوريدي.[9]
3. الانتشار إلى موقع جديد.[9]

وتتكفل جزيئات البروتين «HER2» و«mTOR» المتواجدة داخل خلايا باجيت بتوفير الخصائص اللازمة لانتشار الخلايا واستمرارها.

## التشخيص
نظرًا إلى ندرة حدوث المرض وقلة المعرفة السريرية المتوافرة، فمن الشائع أن يعجز الأطباء على تشخيصه. ومن الشائع أيضًا أن يخلط الأطباء بينه وبين الإكزيما والتهاب الجلد، ومن المتوقع أن يتأخر التشخيص النهائي لمدة عامين بعد ظهور أعراض المرض بالفعل.
وتجدر الإشارة إلى أن تلك الآفات الجلدية قد ترتبط بنوع آخر من السرطان. ويمكن تشخيص حالة المريض بدقة عن طريق أخذ عينات من الأنسجة المصابة (وهي عملية تُعرف بالخزعة). وفي العادة لا تجدي الخزعة اللكمية (Punch Biopsy) نفعًا في تشخيص داء باجيت، ولذلك يستلزم إجراء خزعة استئصالية من المنطقة المتضررة. وتظهر نتائج الاختبار الموجبة وجود عدد متزايد من خلايا مضلعة كبيرة ذات لون أزرق باهت ونواة متضخمة تخترق طبقة القشرة الجلدية. وقد تتناثر تلك الخلايا السرطانية بمفردها في مناطق متفرقة أو قد تتكتل على صورة مجموعات تعرف بالأعشاش.
وتحتوي خلايا باجيت على المخاطين والكيراتين الخلوي الذين يمكن استخدامهما في تشخيص المرض. حيث يتواجد بروتين «MUC5A2» في المناطق التناسلية المتضررة، ويظهر بروتين «MUC2» في المنطقة المحيطة بالشرج. وقد يشير غياب بروتين MUC5A2 إلى انتشار توسعي. ويمكن الاستدلال باختبار الكيمياء النسيجية المناعية (IHC) لتحديد ما إذا كان المرض أوليًا أم ثانويًا. ففي حالة المرض الأولي تكون نتيجة اختبار CK7 موجبة بينما نتيجة اختبار CK20 سالبة، أما في حالة المرض الثانوي تكون نتيجة كلًا من الاختبارين موجبة. ويشير غياب مستقبلات الهرمونات وانتشار بروتين HER2 بصورة مبالغ فيها إلى أن الخلايا السرطانية تنقسم بسرعة شديدة، والذي قد يشير بدوره إلى حالة مرضية عدوانية ومتكررة بصورة أكبر من المعتاد.

## العلاج
تتوفر عدة طرق من جلسات العلاج الكيميائي لكن نتائجها غير مرضية نظرًا إلى نسبة الاستشفاء المنخفضة. وتظل الجراحة الطريقة المفضلة للعلاج، ولكن في بعض الحالات التي تجتاح فيها خلايا باجيت طبقات الجلد وتهاجر إلى أجزاء أخرى في الجسم، لا تجدي الجراحة نفعًا في العلاج التام، مما يعني أنه من المرجح أن يعود المرض من جديد. وفي تلك الحالات من الشائع استئصال العقد الليمفاوية جراحيًا. وبجانب الجراحة، يمكن علاج السرطان باستخدام الجلسات الإشعاعية، وهو اختيار مناسب جدًا للمرضى المسنين أو في الحالات التي لا تصح فيها الجراحة نظرًا لضخامة الورم. ويجوز استخدام هذا الأسلوب العلاجي عقب الجراحة كوسيلة مساعدة لقمع حالات تكرار المرض. ولكن العلاج بالأشعة يتضمن عدة أثار جانبية، ومنها على سبيل المثال لا الحصر: التهاب الفرج، وضمور الأغشية المخاطية، وضيق المهبل، والعجز الجنسي.
وفي الماضي اعتدنا استخدام جلسات العلاج بالليزر والعلاج الديناميكي الضوئي، ولكنها فشلت في إثبات كفائتها. فقد وُجد أن ليزر ثاني أكسيد الكربون ليس بإمكانه اختراق الأنسجة بعمق كافٍ، وأن طريقة العلاج تلك تتسبب في معدلات تكرار مرتفعة.
وتتميز طرق العلاج الكيميائي الموضعي بفعالية عالية، حيث يظهر عقار الإميكويمود نتائج مبشرة. ولكن احتمالية النجاة تقل بعد 10 شهور من إتمام العلاج الكيميائي. ففي المتوسط يظل المرضى المصابون بداء باغيت النقيلي على قيد الحياة لمدة 1.5 سنة، وتُقدر نسبة النجاة بعد 5 سنين بنحو 7%.

## تطور حالة المرض
وبصفة عامة فإن نسبة الاستشفاء من المرض جيدة، ولكن يجب أن تؤخذ بعض العوامل في الاعتبار مثل عمق انتشار السرطان وفترة الإصابة بالمرض. ففي حالة المرض الأولي، إذا لم يتمكن السرطان من الانتشار بصورة ملحوظة، فمن المتوقع أن تنجح طرق العلاج. ولكن في حالة انتشار المرض إلى أنسجة أخرى في الجسم، ففي العادة تكون نسبة الاستشفاء ضعيفة.

## انتشار المرض على مستوى السكان
تعاني النساء القوقازيات والرجال الآسيويون ممن تجاوزوا سن الستين من أعلى نسبة إصابة بهذا المرض. وتشكل الصورة الاجتياحية من هذا المرض نسبة 5-25% من جميع الحالات، ونسبة 17-30% من الحالات المصابة بسرطان غدي كامن. ويشكل المرض الثانوي 10-20% من الحالات. ونحو 10% من المرضى مصابون بسرطان غدي قد يتطور وضعه لاحقًا إلى مرض نقيلي.
ويستهدف المرض المناطق الغنية بالإفرازات العرقية. فإن 65% من الحالات تحدث عند الفرج، و15% في المنطقة المحيطة بالشرج، و14% في الجهاز التناسلي الذكري. وفيما يتعلق بالفرج، فإن أكثر منطقة معرضة للإصابة هي الشفرتان الكبيرتان، وتليهما الشفرتان الصغيرتان، ثم البظر، ثم العِجان. ومن الممكن أن ينتشر المرض من الفرج إلى الغشاء المخاطي المهبلي العلوي وعنق الرحم. ومن الممكن أن ينشأ المرض في مناطق أخرى من الجسم، ولكن بصفة نادرة نسبيًا، ومنها: الإبطين، وجفون العيون، وقناة الأذن الخارجية، ومنطقة السرة، والأطراف.

## تاريخ المرض
وصف الجراح الإنجليزي جيمس باجيت أول حالة مسجلة من داء باجيت في عام 1874. ومن ثم اكتشف رادكليف كروكر أول حالة من داء باجيت خارج الثدي عقب فحصه مريضًا يعاني من سرطان بولي في قضيبه وفي صفنه، مع ظهور أعراض متطابقة مع الأعراض التي وصفها باجيت. ولاحقًا في عام 1893، وصف العالمان داريار وكوليلود مكان انتشار المرض في المنطقة المحيطة بالشرج.